# Pentagram (zespół muzyczny)
Pentagram – amerykański zespół heavymetalowy z Aleksandrii (Stany Zjednoczone), jeden z pionierów doom metalu. Zespół tworzył na scenie od 1970 roku, produkując wiele dem, ale pierwszy pełny album został wydany w 1985 roku w prawie całkiem nowym składzie zespołu. W całej historii zespołu jedynym stałym członkiem był wokalista Bobby Liebling. 

## Dyskografia

### Albumy studyjne
- Pentagram (1985, później pod nazwą Relentless[2])
- Day of Reckoning (1987)
- Be Forewarned (1994)
- Review Your Choices (1999)
- Sub-Basement (2001)
- Show ’Em How (2004)
- Last Rites (2011)
- Curious Volume (2015)

### Albumy koncertowe
- A Keg Full of Dynamite (2003)
- Live Rites (2011)
- When the Screams Come (2015)

### Albumy kompilacyjne
- Human Hurricane (1998)
- First Daze Here (The Vintage Collection) (2002)
- Turn to Stone (2002)
- First Daze Here Too (2006)
- If the Winds Would Change (2011)
- Change of Heart (2012)

### Dema
- Bias Recordings Studio (1973)
- Demo 1996 (1996)
- Demo 1997 (1997)

### Single
- "Be Forewarned" / "Lazy Lady" 7" (1972)
- "Hurricane" / "Earth Flight" 7" (1973)
- "Under My Thumb" / "When the Screams Come" 7" (1973)
- "Livin' in a Ram's Head" / "When the Screams Come" 7" (1979)
- "Relentless" / "Day of Reckoning" 7" (1993)